# La Vansa i Fórnols
La Vansa i Fórnols, també conegut com a Lavansa i Fórnols, és un municipi de la comarca de l'Alt Urgell, format a partir de la unió, l'any 1973, dels municipis de Lavansa i Fórnols de Cadí. Segons IDESCAT el 2023 tenia 181 habitants en una superfície de 106,08 km² i una alçada de 989 m.
La capital és el poble de Sorribes de la Vansa. La Vansa o Lavansa, antigament documentat Labancia (segle ix), és d'origen incert probablement preromà pirinenc. Fórnols, antigament Furnols (segle xii), prové del llatí Furnulos diminutiu de furnos "forns", potser en el sentit de coves en forma de forn.
El municipi de Lavansa i Fórnols comprèn, a més del poble de Sorribes de la Vansa, cap de municipi, els pobles de Fórnols de Cadí, Adraén, Cornellana i Ossera, i les caseries, veïnats o llogarets, alguns ja despoblats, de la Barceloneta, Colldarnat, Montargull de Lavansa, Sant Pere de Lavansa, Sisquer, Banyeres, Padrinàs i Sant Julià de Pera. El 1860 hi havia els masos habitats de la Masia del Coll de Creus, la del Janet, la de Jetdragó, la de la Patraca, la de l'Esteró, la del Sanso i Cal Valentí.

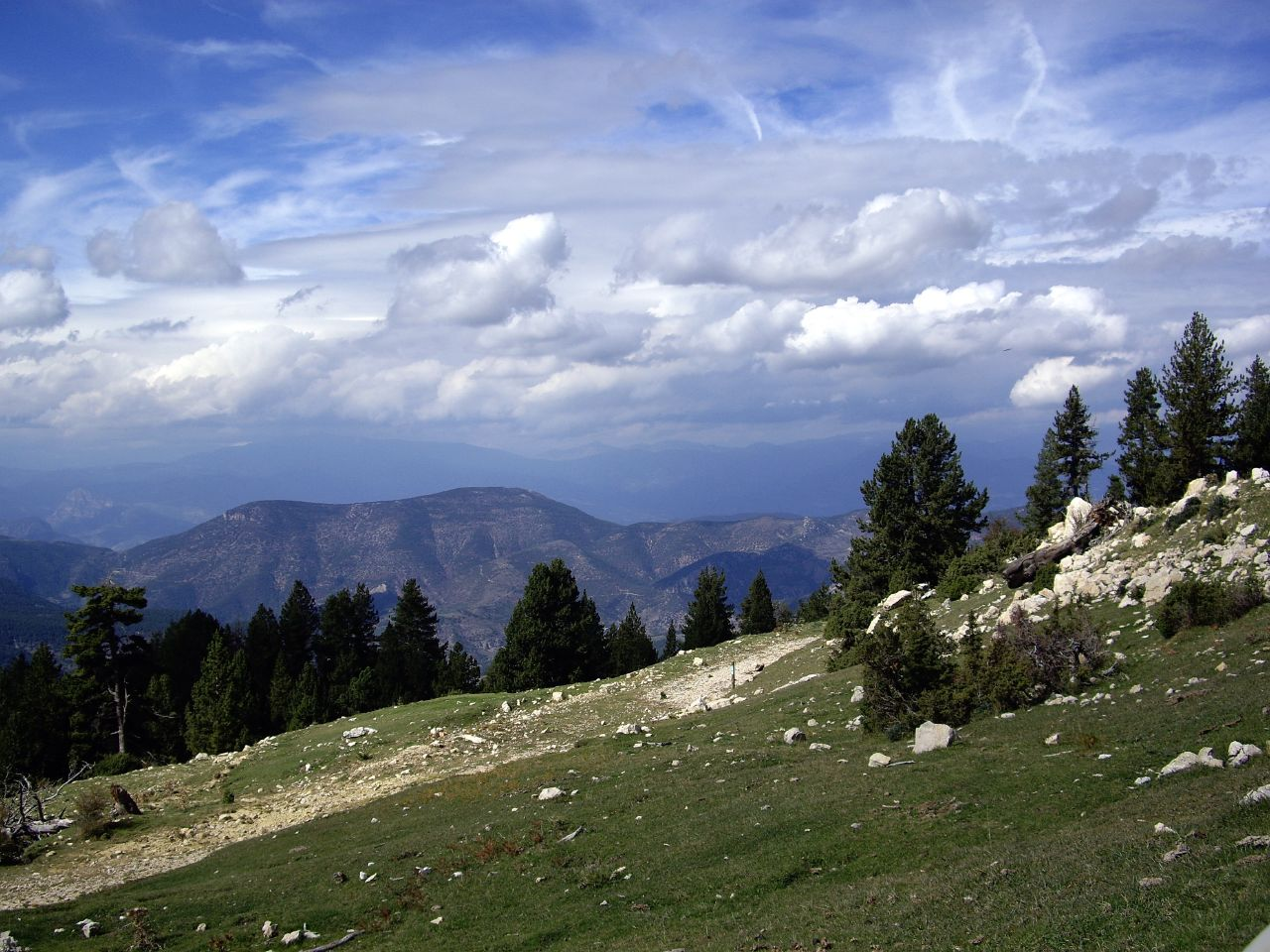
Les muntanyes a Padrinàs

| Entitat de població  | Habitants (2024) |
| Ossera               | 34               |
| Cornellana           | 30               |
| Sorribes de la Vansa | 29               |
| Fórnols de Cadí      | 27               |
| Adraén               | 21               |
| Sisquer              | 14               |
| Colldarnat           | 14               |
| Padrinàs             | 10               |
| la Barceloneta       | 7                |
| Montargull           | 2                |
| Sant Pere            | 1                |
| Font: Idescat        |                  |

## Situació
És al peu dels vessants meridionals de la serra del Cadí, a la vall del riu de la Vansa. El terme tradicional de Lavansa tenia una extensió de 57,1 km², fins que el 1973 li fou annexat el proper terme de Fórnols de Cadí, de 48,98 km², i rebé el nom oficial de la Vansa i Fórnols.
Administrativament, el municipi limita al nord amb Alàs i Cerc i amb Cava, a l'est amb Josa i Tuixén, i amb la Coma i la Pedra (Solsonès), al sud contacta només puntualment amb el terme d'Odèn (Solsonès), i continua vers el sud-oest amb Fígols i Alinyà, i a l'oest amb el Pla de Sant Tirs (Ribera d'Urgellet).

## Geografia
- Llista de topònims de la Vansa i Fórnols (Orografia: muntanyes, serres, collades, indrets…; hidrografia: rius, fonts...; edificis: cases, masies, esglésies, etc.).

El terme municipal de la Vansa i Fórnols s'estén des del carener occidental de la serra del Cadí fins als contraforts de la serra del Port del Comte i des del Montsec de Tost, a ponent, fins a la serra Negra, a l'est. El territori és drenat pel riu de la Vansa i pel seu afluent per la dreta, el riu de Bona, a més del riu Fred, que hi conflueix per l'esquerra, i el riu de Ribanegra, que aflueix al Molí de Fórnols.
El municipi es configura com una petita conca que comprèn el tram mitjà del riu de la Vansa. Des de la Torre de Cadí (2.561 m) el terme continua en direcció a llevant pel portell de Cadí, el cap de la Fesa (2.391 m) i el coll de Pradell —que separa la serra del Cadí de la de Sant Salvador, on hi ha l'ermita de Sant Salvador d'Adraén. A migdia el terme és accidentat pels darrers contraforts de la serra de Port del Comte: cap de la Guàrdia, el Pedró dels Quatre Batlles (2.382 m) i la Tossa Pelada (2.378 m). Una bona part del sector nord del terme es troba integrat al Parc Natural del Cadí-Moixeró.
El riu de Lavansa és l'eix vertebrador del municipi. El riu es forma aigües avall del nucli de Tuixent, on es troba la confluència del riu de Mola i del riu de Josa, i després de travessar l'estret de la Farga, encara al terme de Josa i Tuixén, el riu penetra per llevant al municipi de Lavansa i Fórnols.
Es pot arribar a la vall de la Vansa des de la Seu d'Urgell i des de Solsona per carreteres asfaltades. També des de Berga per Gósol i Josa del Cadí i des d'Organyà per Montan de Tost fins a Sorribes de la Vansa, amb trams de pista de muntanya.

## Història
Durant l'època medieval, la Vansa va pertànyer al comtat d'Urgell i als Pinós i després va passar al capítol de la catedral d'Urgell, excepte l'antic terme d'Adraén, que era del vescomtat de Castellbò. L'agricultura i la ramaderia havien constituït la principal activitat econòmica del municipi. Encara es mantenen alguns conreus tradicionals, com el de patates, i hi ha petites explotacions de bestiar boví i alguns ramats d'ovelles. Últimament, s'hi comencen a introduir els cultius biològics i herbes medicinals i aromàtiques, amb uns pocs allotjaments rurals. Al terme hi trobem els pobles de Sorribes (cap del municipi), Adraén, la Barceloneta, Cornellana, Fórnols, Ossera, Padrinàs, Sant Pere i Sisquer.
El 2004 la UNESCO declara Patrimoni de la Humanitat de la Vall de Madriu-Perafita-Claror d'Andorra, la qual cosa comporta una revalorització dels paisatges pirinencs i el valor de l'activitat humana d'alta muntanya, que afecta a indrets com La Vansa.

## Artesania
El poble d'Ossera és en si mateix un petit mercat d'artesania. A cal Nogué hi trobareu el Peter i la Suzzette, que es dediquen a la recol·lecció d'herbes aromàtiques i medicinals i han començat a muntar un jardí botànic de muntanya. A cal Codina, l'Eulàlia Torras elabora el formatge de cabra curat "Serrat Gros". A cal Peretó, l'escultor Nico Winter treballa la pedra per convertir-la en objectes d'art i en peces molt diverses de caràcter funcional.

## Art

### El romànic
El monument romànic més interessant del municipi és l'església de Sant Julià dels Garrics, actualment sense culte i pendent de restauració. També són d'origen romànic les esglésies de Sant Pere de la Vansa, Sant Vicenç de Banyeres i Sant Romà de Sisquer, a més de la capella de Sant Jaume prop de Montargull i les ruïnes de Sant Andreu de Cornellana.

### Sant Pere de la Vansa
L'església de Sant Pere de la Vansa es troba documentada per primer cop l'any 1031. L'edifici és d'una sola nau coberta amb volta de canó i capçada a llevant per un absis semicircular, el qual presenta característiques d'una època més tardana a la de la resta del temple. La porta, situada a la façana de ponent, és rematada per un arc de mig punt. De la construcció original es conserva només una finestra de doble esqueixada. Damunt la portalada s'aixeca un campanar d'espadanya de dos ulls, amb un afegitó per a una tercera campana. Aquesta església és un clar exemple de l'arquitectura rural del segle xii.

### Sant Julià dels Garrics
La Vall de la Vansa (Labancia) és esmentada en l'Acta de Consagració de la Catedral d'Urgell i l'advocació a Sant Julià dels Garrics, en aquesta contrada, és documentada des de l'any 1031. L'església, situada en un indret despoblat al costat del riu Bona, és un edifici d'una nau, una part de la qual està coberta amb una volta de canó de perfil semicircular, mentre que la resta és de volta de canó de perfil apuntat amb reforçament de dos arcs torals. L'absis, de planta semicircular, és ornamentat amb arcuacions llombardes, la mateixa decoració que apareix a la façana sud. La porta d'entrada, situada al mur de ponent, es clou amb un arc de mig punt adovellat. Hi ha tres finestres de doble esqueixada, una a l'absis i les altres dues, paredades, al mur de migdia.

## Llocs d'interès
- Estació d'esquí nòrdic Tuixent - la Vansa

## Demografia
| 1497 f | 1515 f | 1553 f | 1717 | 1787 | 1857  | 1877  | 1887 | 1900 | 1910 |
| ------ | ------ | ------ | ---- | ---- | ----- | ----- | ---- | ---- | ---- |
| 45     | 45     | 57     | 430  | 518  | 1.576 | 1.299 | 885  | 792  | 752  |

| 1920 | 1930 | 1940 | 1950 | 1960 | 1970 | 1981 | 1990 | 1992 | 1994 |
| ---- | ---- | ---- | ---- | ---- | ---- | ---- | ---- | ---- | ---- |
| 657  | 854  | 819  | 731  | 469  | 189  | 157  | 161  | 174  | 174  |

| 1996 | 1998 | 2000 | 2002 | 2004 | 2006 | 2008 | 2010 | 2012 | 2014 |
| ---- | ---- | ---- | ---- | ---- | ---- | ---- | ---- | ---- | ---- |
| 174  | 171  | 170  | 182  | 192  | 196  | 188  | 219  | 206  | 210  |

| 2016 | 2018 | 2020 | 2022 | 2024 | 2026 | 2028 | 2030 | 2032 | 2034 |
| ---- | ---- | ---- | ---- | ---- | ---- | ---- | ---- | ---- | ---- |
| 200  | 168  | 149  | 166  | 188  | -    | -    | -    | -    | -    |

El primer cens és del 1975 després de la fusió de la Vansa i Fórnols de Cadí, que el 1857 havia incorporat Adraén i Cornellana. Les dades anteriors són la suma dels antics municipis.